# Skała (Adamów)
Skała – część wsi Adamów w Polsce, położona w województwie świętokrzyskim, w powiecie starachowickim, w  gminie Brody.
W latach 1975–1998 Skała administracyjnie należała do województwa kieleckiego.